# Anne Ephrussi
Pour les articles homonymes, voir Ephrussi.
Anne Ephrussi, née le 15 septembre 1955, est une biologiste française, membre de l'Académie des sciences (depuis décembre 2008).

## Biographie
Directrice d'unité à l'European Molecular Biology Laboratory (Heidelberg), ses recherches portent sur l'étude de régulations post-transcriptionnelles telles que la localisation d'ARNm et le contrôle de la traduction en biologie moléculaire ainsi que sur l'établissement d'axes de polarité en biologie cellulaire et biologie du développement.
Anne Ephrussi est également membre du Comité de rédaction de la revue Cell.